# 이반 프레스네다
이반 프레스네다 코랄리사(스페인어: Iván Fresneda Corraliza, 2004년 9월 28일 ~ )는 스페인의 축구 선수이다. 그의 포지션은 오른쪽 풀백으로, 현재 포르투갈 프리메이라리가의 스포르팅 CP에서 활약하고 있다.

## 클럽 경력
마드리드에서 태어난 프레스네다는, EMFO 보아디야와 CF 키호르나에서 활약한 후, 2014년에 레알 마드리드의 라 파브리카로 이적했다. 그는 2018년에 클럽을 떠났다, 그리고 CD 레가네스에서 2년을 보낸 뒤 2020년에 레알 바야돌리드로 이적했다.
리저브 팀에서 두 번의 교체 선수 명단에 오른 그 후 2021년 12월, 파체타 감독은 프레스네다를 1군 훈련에 소집했는데, 이는 2014년 다니 베가 이후 처음으로 1군에 차출된 18세 이하 선수였다. 2022년 1월 5일, 루이스 페레스와 사이디 얀코가 모두 결장하면서, 그는 불과 17세의 나이에 3-0으로 패한 레알 베티스와의 코파 델 레이 홈 경기에서 선발로 출전하면서 프로 데뷔전을 치렀다.
프레스네다는 2022년 9월 9일, 2-1로 패한 지로나와의 원정 경기에서 부상당한 페레스와 교체되어 라리가 데뷔전을 치렀다.